# 赫氏假花瓣蟹
赫氏假花瓣蟹（学名：Pseudoliomera helleri），又名赫氏假銀杏蟹，为扇蟹科假花瓣蟹属的动物。

## 分佈
本物種廣泛分佈於印度洋-太平洋海域沿岸各國海域，西起南非、索馬利亞、毛里求斯、红海、南中國海、马来西亚、安汶岛、台灣、日本、澳大利亚及紐西蘭。生活环境为海水，常栖息于水深15-35米的岩石或卵石底。其生存的海拔范围为-35至-15米。

## 外部連結
- 維基物種上的相關：赫氏假花瓣蟹